# ميلت أوكون
ميلت أوكون (بالإنجليزية: Milt Okun)‏ (1923- 2016) منتج تسجيلات وموزع ومغني ومايسترو أمريكي ومؤسس «شركة شيري لين لنشر وتوزيع الموسيقى». حول أوكون حياة عشرات الفنانين الأمريكيين الرئيسيين أو أكثر الذين أصبحوا تحت وصاية أوكون من أكثر الأعمال الموسيقية نجاحًا في الخمسينيات والستينيات والسبعينيات. يلمح مقطع خاص على خدمة البث العام PBS إلى أوكون كواحد من أكثر منتجي الموسيقى نفوذاً في التاريخ. استمرت حياته المهنية أكثر من 50 عامًا، من إحياء الفلكلور الشعبي إلى القرن الحادي والعشرين.

## أعمال أوكون
قام أوكون بعمل توزيعات موسيقية وكون العديد من الفرق ودعم الكثير من الفنانين المشهورين مثل بيتر وبول وماري، وتشاد ميتشل تريو. الاخوة الاربعة، وجون دنفر، ومريم ماكيبا، وفي عام 1968 أجرى مقابلات مع العديد من الأشخاص الأمريكيين ونشر الأغاني التي اختاروها في فيلم «شيء نغني عنه».
في ذروة مسيرة أوكون المهنية، كتب أحد النقاد: "من بين جميع المنتجين، تعد مجموعة ميلتون أوكون هي الأوسع، من بلاثيدو دومينغو إلى المبيتس".
ميلت أوكون هو قائد فرقة هاري بيلافونتي، ومنظم ومنتج بيتر وبول وماري، وهو الرجل الذي دفع بجون دنفر إلى النجومية وأنتج أفضل أغانيه، أسس أوكون أيضًا شركة شيري لين الموسيقية لتوزيع موسيقى ألفيس بريسلي، ودريم وركس وغيرهم.
توفي أوكون في 15 نوفمبر 2016، عن عمر يناهز 92 عامًا.

## تكريم أوكون
فاز أوكون في عام 2008، بجائزة «أبي أولمان للناشرين» في حفل قاعة مشاهير كتاب الأغاني. نشر ميلتون تي أوكون مذكراته في كتاب تحت عنوان «على طول شارع الكرز Along the Cherry Lane»، في 13 يونيو 2011.

## وصلات خارجية
https://web.archive.org/web/20120927063802/http://www.charlierose.com/guest/view/3964 ميلت أوكون
https://web.archive.org/web/20110515135143/http://www.artistshousemusic.org/videos/milt+okun+full+interview ميلت أوكون
https://www.namm.org/library/oral-history/milt-okun ميلت أوكون